# شارع ديزنغوف

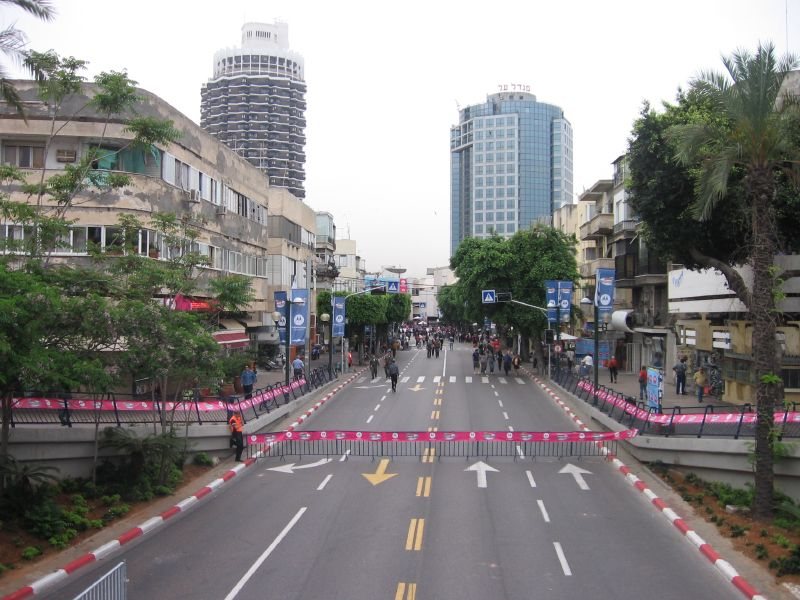
شارع ديزنغوف في عام 2006.

شارع ديزنغوف (بالعبرية: רחוב דיזנגוף) هو أحد الشوارع الرئيسية في تل الربيع المحتله، وسمي نسبة لمائير ديزنغوف أول رئيس لبلدية تل أبيب. يبدأ الشارع عند شارع ابن جبيرول في الجنوب ويمتد حتى منطقة ميناء تل أبيب شمال غرب المدينة. وهو واحد من أهم شوارع المدينة، حيث لعب دورًا أساسيًا في تطوير المدينة. ويوصف أحيانًا بأنه شانزليزية تل أبيب. يوجد به العديد من المعالم مثل مركز ديزنغوف وهو مركز تسوق وميدان ديزنغوف. ويحتوي الشارع في شماله على أرقى المحلات التجارية في المدينة. وبه أيضا الكثير من المقاهي ومحلات الملابس. صور فيلم سينمائي اسمه «ديزنغوف 99» في عام 1979 أصبح من الأفلام الكلاسيكية للسينما الإسرائيلية، ويدور حول أسلوب الحياة عند سكان الشارع وكيف تغيرت على مر السنين.